# 張娜拉
張娜拉（韩语：／ Jang Na-ra，1981年3月18日—），韓國女歌手、女演員及慈善家。2002年以電視劇《明朗少女成功记》和《红豆女之恋》一舉成名，2003年以主打曲《Sweet Dream》紅遍全亞洲，與李孝利、寶兒並列第一代韓流女歌手。由於從出道到現在捐贈金額超過130億韓元的善行，被韓國人尊稱為「捐贈天使」。
2001年張娜拉发行首张专辑《First Story》出道，同年参演MBC情景剧《男生女生向前走》逐渐被韩国观众所熟知。2002年主演SBS电视剧《明朗少女成功记》和MBC《红豆女之恋》大紅，其中《明朗少女成功记》取得42.6%高收视，是2002年韩国收视率最高的電視剧，同时凭车阳顺一角获得2003年百想新人奖。同年发行个人第二张专辑《Sweet Dream》首周销量便突破二十万张的成绩，并包揽了年底KBS和MBC歌谣大战大赏。因此，全盛期的張娜拉人氣被認為可以與2010年代IU、秀智並列。
2004年2月，张娜拉被委任为中国宣传大使。同年工作重心开始转移到中国，出演了包括《刁蛮公主》在内的多部中国影视剧以及发行了四张全中文的个人音乐专辑，同时积极参与各项公益活动，2007年担任中韩文化交流大使，并担任了2008年第29届北京奥运会首尔站的火炬手。2018年再次擔任了平昌冬残奥会的火炬手 。
2011年，阔别韩国影视圈6年之久的张娜拉重新回到韩国主演KBS月火剧《童顏美女》并拿下同时段第一的成绩，2012年，主演KBS月火剧《學校2013》，连续两年获得KBS演技大赏迷你剧部门优秀演技奖。2014年主演MBC水木剧《命中注定我愛你》和《Mr. Back》因此获得了2014MBC演技大赏人气奖、最佳情侣奖、迷你剧部门最优秀演技奖三项奖项 。2017年，主演电视剧《Go Back夫婦》获得KBS最佳情侣奖、迷你剧部门最优秀演技奖。2018年，主演SBS電視劇《皇后的品格》，贏得水木劇部門女子最優秀演技賞。
2022年6月3日，宣布與圈外人士結婚，將於當年6月底舉辦婚禮。

## 演藝事業
张娜拉从小学五年级起便经常在父亲演出的舞台剧中登场，高中时期开始接拍学生用品和巧克力的电视广告，2000年正式成为韓國中央大學戏剧系的学生。

### 2001-2003年：年少成名
2001年5月，张娜拉以歌手身份踏入演艺圈，发行了她的首张专辑《First Story》，于同年获得“最佳新人”、“最受欢迎CD”、和“MBC十大歌手”等奖项，并出席年终的SBS歌谣大战。同年受邀参加MBC青春偶像剧《Non-Stop》的演出。
2002年，她除了身兼LIVE MBC“MUSIC CAMP”的节目主持人，还主演了SBS电视剧《开朗少女成功记》的女主角，《明朗少女成功记》在韩国取得42.6%的收视率。另外，她還出演《红豆女之恋》的女主角，這兩套劇令張娜拉在韓國大紅。2002年10月，张娜拉推出她第二张专辑《Sweet Dream》首周销量便突破二十万张的成绩，并包揽了年底KBS和MBC歌谣大战大赏。
2003年初，张娜拉正式进军电影市场，接拍其电影处女作《淘气少女求爱记》，影片于4月18日正式上映。6月9日，张娜拉更凭着这部电影入围“韩国第40届大钟奖”，并获得了最佳女新人和最佳女主角两项提名。同时，张娜拉还将受邀担任10月25日于韩国举办的“光州国际电影节”的代言大使  。9月12日，她受到中方邀请，参加在工体举行的第五届CCTV-MTV音乐盛典颁奖典礼，并且获得年度最佳韩国歌手奖。

### 2004-2012年：進軍中國
2004年4月18日，张娜拉在北京参加“中国北京亚太音乐节”。5月30日，赶往长春参加食品博览会的开幕演唱会。9月18日开始，张娜拉和《银色年华》剧组在北京电影学院工作了将近两个月。9月26日，她参与 CCTV《同一首歌》的演出。11月，张娜拉接拍电视剧《刁蛮公主》。12月20日，张娜拉4辑《我的故事》发售。
2005年1月20日，张娜拉在中国北京推出自己首张中文专辑《一张》。2月26日，她参加国家版权局版权保护百名歌星演唱会。4月30日，她参与演出的中国电视剧《刁蛮公主》开拍。11月5日，她开始录制第二张国语专辑《功夫》。
2006年6月24日亮相“成龙和他的朋友们”南京演唱会。
2007年2月23日第四张专辑《She》上市。
2008年8月8日加盟飞乐唱片。
2009年10月29日，她出演的电影《天与海》上映。11月，她与陆毅合作了《铁面歌女》。
2010年2月19日，她於韓國中央大學艺术学院话剧电影系话剧专业毕业，于首尔铜雀区中央大学出席学位授予仪式并拿到毕业证书，她已经念了十年大学。
2010年5月，她和爸爸创作了小品准备在沈阳上台表演，小品名字叫《学习中文》。9月8日，她参演 《刁蛮俏御医》。
2011年3月，她开始参与KBS2电视剧《童颜美女》的拍摄，该剧于5月2日首播。12月，由张娜拉、林志颖领衔主演，张蠡执导的《一起飞》在顺城王府井开拍。
2012年3月，她推出单曲《只想起你》。8月，推出国语专辑《爱的旅途》。

### 2014年-迄今：韓國發展
2014年7月2日，張赫和張娜拉繼《開朗少女成功記》後時隔12年再次搭檔主演《命中注定我愛你》开播。11月5日，参演的《Mr.Back》开播。
2015年，张娜拉、徐仁国携手出演KBS电视台新剧《记得你》，于6月22日播出。7月21日，亮相由非牟利国际组织世贸联合基金总会与富川国际奇幻电影节联合举办，并得到了韩国政府大力支持，是庆祝中韩建交23周年的系列活动之一的WTUF中国之夜，并荣获“中韩文化交流贡献奖”。携手郑敬淏主演MBC电视台电视剧《再一次happy ending》 。
2016年，出演的电影《爱谁谁》于7月7日在韩国正式上映。
2017年10月13日，与孙浩俊共同主演的电视剧《GO BACK夫妇》在韩国KBS电视台播出。
2018年3月3日，參與了2018年平昌冬残奥会火炬传递。
2018年5月20日，張娜拉以歌手身分參加Sugar Man第二季，時隔16年演唱成名曲《Sweet Dream》、《我也是女人》、《April Story》，引起大眾熱烈關注，為同時段收視率第一。演唱《Sweet Dream》影片為Sugar Man節目YouTube影片中點閱率最高的影片。
2018年11月21日，主演SBS電視劇《皇后的品格》，飾演大韓帝國后吳澀妮。
2019年，暫別電視圈一年的張娜拉與李相侖合作新劇《VIP》，劇集播出後迅即打入韓國GoodData電視劇話題排行榜前五位，更殺入「黃Viu煲劇平台」人氣劇三甲。

## 演出作品

### 電視劇
| 年份   | 電視台（首播）                      | 劇名                       | 角色           | 份量       |
| ------ | ----------------------------------- | -------------------------- | -------------- | ---------- |
| 2001年 | MBC                                 | 男生女生向前走（第2季）    |                | 主角群之一 |
| 2002年 | SBS                                 | 開朗少女成功記             | 車楊順         | 女主角     |
| 2002年 | MBC                                 | 紅豆女之戀                 | 楊松兒         | 女主角     |
| 2004年 | MBC                                 | 我要戀愛                   | 陳寶拉         | 女主角     |
| 2004年 | MBC                                 | 男生女生向前走（第4季）    | 張根碩初戀     | 特別客串   |
| 2005年 | KBS                                 | 結婚                       | 李世娜         | 女主角     |
| 2005年 |                                     | 銀色年華                   | 張娜拉         | 女主角     |
| 2006年 | 廣東衛視                            | 刁蠻公主                   | 司徒靜         | 女主角     |
| 2007年 |                                     | 竇天寶傳奇                 | 杏兒           | 主演       |
| 2007年 |                                     | 純白之戀                   | 尤好運         | 主演       |
| 2010年 | 山西經濟諮詢頻道                    | 鐵面歌女                   | 胡音音         | 主演       |
| 2010年 | 江西衛視 河南衛視 湖北衛視 東南衛視 | 刁蠻俏御醫                 | 何天心         | 女主角     |
| 2011年 | KBS                                 | 童顏美女                   | 李昭永         | 女主角     |
| 2012年 | 青島市廣播電視台 中國央視第八頻道   | 跑馬場                     | 松野秋子       | 主演       |
| 2012年 | KBS                                 | 學校2013                   | 鄭仁在         | 女主角     |
| 2013年 | 湖州新聞綜合頻道                    | 紅轎子                     | 喬麗緹         | 女主角     |
| 2014年 | MBC                                 | 命中注定我愛你             | 金美英         | 女主角     |
| 2014年 | MBC                                 | Drama Festival－久違的再見 | 韓彩熙         | 女主角     |
| 2014年 | MBC                                 | Mr. Back                   | 殷荷秀         | 女主角     |
| 2015年 | KBS                                 | 記得你                     | 車智安         | 女主角     |
| 2016年 | MBC                                 | 再一次 Happy Ending        | 韓美貌         | 女主角     |
| 2017年 | KBS                                 | Go Back夫婦                | 馬珍珠         | 女主角     |
| 2018年 | SBS                                 | 皇后的品格                 | 吳澀妮         | 女主角     |
| 2019年 | SBS                                 | VIP                        | 羅正善         | 女主角     |
| 2020年 | tvN                                 | Oh My Baby                 | 張夏莉         | 女主角     |
| 2021年 | KBS                                 | 大發不動產                 | 洪智雅         | 女主角     |
| 2022年 | SBS                                 | Cheer Up                   | 羅貞善         | 特別出演   |
| 2023年 | tvN                                 | 特務家族                   | 姜宥拉         | 女主角     |
| 2023年 | TV朝鮮                              | 我的Happy End              | 徐在媛／徐允真 | 女主角     |
| 2024年 | SBS                                 | 好搭档                     | 車恩京         | 女主角     |

### 電影
| 年份   | 片名          | 角色   | 備註                 |
| ------ | ------------- | ------ | -------------------- |
| 2000年 | 我要變成魚    |        | 外國動畫韓國配音版   |
| 2003年 | Oh! Happy Day | 孔熙智 | 又譯：淘氣少女求愛記 |
| 2007年 | 惡夢          |        |                      |
| 2007年 | 麻雀要革命    |        |                      |
| 2008年 | 55size        |        |                      |
| 2009年 | 天空和海洋    | 天空   |                      |
| 2012年 | 一起飛        | 何芊芊 |                      |
| 2012年 | 愛誰誰        |        |                      |
| 2015年 | 寶麗來        |        |                      |
| 2015年 | 東方女兒國    |        |                      |

### 短劇
| 年份   | 電視台 | 片名             | 備註         |
| ------ | ------ | ---------------- | ------------ |
| 2001年 |        | 黃手絹           | 12月25日播映 |
| 2002年 |        | 祖國萬歲         | 1月13日播映  |
| 2002年 |        | 一個女人耍酒瘋   | 11月12日播映 |
| 2005年 |        | 我愛的粘糕       | 2月17日播映  |
| 2007年 |        | 宗家嫡長媳張娜拉 | 3月8日播映   |
| 2008年 |        | PEN              | 4月26日播映  |

### 廣播劇
| 年份   | 電台    | 節目                   | 備註 |
| ------ | ------- | ---------------------- | ---- |
| 2002年 | KBS 2FM | 你離開，但好像在離開我 |      |

## 音樂作品

### 韩文专辑
- 1輯：《First story》（2001年）
- 2輯：《Sweet Dream》（2002年）
- 2.5輯：《Nara Jang and Friends》（2003年）
- 3輯：《3rd Story》（2003年）
- 4輯：《我的故事》（2004年）
- 5輯：《She》（2007年）

### 韩文精选
- 《History - My Love》（2004年）

### 中文专辑
- 《一张》（2005年）
- 《功夫》（2005年）
- 《飛翔》（2006年；《功夫》的韩国发行版）
- 《謝謝你給我的幸福》（2011年）
- 《愛的旅途》（2012年）

### 中文精选
- 《跟我走吧》（2007年）

### 多語系專輯
- 《我們的夢想》（2007年；普通話、英語）
- 6輯：《Dream of Asia》（2008年；韓語、普通話、粵語、日語、英語）

### 小专辑EP
- （2005年）
- 《Ladylike》（2007年1月5日；韩语）
- 《漫天白云》（2007年6月14日；韩语）
- 《我们》（2008年8月17日；中文）
- 《If You Ask Me To》（2008年8月22日；英语）
- 《Figure Style》（2009年11月18日；韩语）

### 影视原声带
- OST（2003年10月18日）
- 《我想要爱》OST（2004年7月27日）
- 《洪吉童历险记》OST（2007年12月19日）
- 《阿岘洞夫人》OST（2008年2月14日）
- 《天空与海洋》OST（2009年5月7日）
- 《同伊》OST（2010年6月15日）
- 《童颜美女》OST（2012年）
- 《再一次Happy Ending》OST（2015年）
- 《你的管家》OST（2018年7月26日）
- 《大發不動產》OST Part. 4（2021年5月12日）－白日夢（백일몽）

## 獲獎經歷

### 音樂獎項
| 年份   | 名稱                                                         | 獎項               | 結果 |
| ------ | ------------------------------------------------------------ | ------------------ | ---- |
| 2001年 | 2001Golden disk                                              | 新人奖             | 獲獎 |
| 2001年 | KMTV歌谣大赏                                                 | 最佳女歌手新人奖   | 獲獎 |
| 2001年 | SBS歌谣大赏                                                  | 最佳女歌手新人奖   | 獲獎 |
| 2001年 | MBC广播演艺大赏                                              | 主持人奖           | 獲獎 |
| 2001年 | MBC10大歌手歌谣节                                            | 新人奖             | 獲獎 |
| 2002年 | 国际饥饿对策机构亲善大使                                     |                    | 獲獎 |
| 2002年 | 中央选举管理委员会公明选举宣传大使                           |                    | 獲獎 |
| 2002年 | 韩国光州国际电影节宣传大使                                   |                    | 獲獎 |
| 2002年 | KMTV2002MUSIC AWARDS                                         | 大赏               | 獲獎 |
| 2002年 | 2002KBS歌谣大赏                                              | 大賞               | 獲獎 |
| 2002年 | 2002MBC歌謠祭 10大歌手奖                                     | 大赏               | 獲獎 |
| 2002年 | MKMF颁奖大典                                                 | 最受欢迎女歌手奖   | 獲獎 |
| 2002年 | 第13届首尔歌谣大赏                                           | 本赏               | 獲獎 |
| 2002年 | 2002Golden disk                                              | 本赏               | 獲獎 |
| 2002年 | 2002KBS演艺大赏                                              | 新人MC奖           | 獲獎 |
| 2002年 | 2002SBS歌谣大典                                              | 本赏               | 獲獎 |
| 2002年 | 2002SBS歌谣大典                                              | 人氣賞             | 獲獎 |
| 2002年 | 2002MBC广播演艺大赏                                          | 新人奖和特别歌手奖 | 獲獎 |
| 2002年 | 2002SBS演技大赏                                              | 十大演员奖         | 獲獎 |
| 2003年 | 瑞士观光局宣传大使                                           |                    | 獲獎 |
| 2003年 | CCTV-MTV音乐盛典                                             | 韩国年度最佳歌手   | 獲獎 |
| 2004年 | 国防宣传大使                                                 |                    | 獲獎 |
| 2004年 | 2004年中国文化宣传代言人                                     |                    | 獲獎 |
| 2005年 | 2004十大综艺新闻评选 奖外荣誉奖                              |                    | 獲獎 |
| 2005年 | 沈阳韩国周形象大使                                           |                    | 獲獎 |
| 2005年 | 第二届金碟奖                                                 | 最受欢迎歌手奖     | 獲獎 |
| 2005年 | 2005年中国文化宣传代言人                                     |                    | 獲獎 |
| 2005年 | 2005韩中电子竞技大赛宣传大使                                 |                    | 獲獎 |
| 2005年 | 2004-2005亚太音乐排行榜                                      | 亚洲最佳女歌手奖   | 獲獎 |
| 2005年 | 2004-2005亚太音乐排行榜                                      | 中韩交流贡献奖     | 獲獎 |
| 2005年 | 2004-2005亚太音乐排行榜                                      | 十大金曲奖         | 獲獎 |
| 2006年 | 2007年中韩交流年友好形象大使                                 |                    | 獲獎 |
| 2008年 | 北京2008年第二十九届奥运会火炬境外传递第17站韩国首尔站火炬手 |                    | 獲獎 |
| 2009年 | 中国上海世博会韩国馆的宣传大使                               |                    | 獲獎 |

### 影視獎項
| 年份 | 名稱                       | 獎項                            | 作品                      | 結果 |
| ---- | -------------------------- | ------------------------------- | ------------------------- | ---- |
| 2003 | 第39屆 百想藝術大獎        | 電視部門 女子新人演技獎         | 開朗少女成功記            | 獲獎 |
| 2007 | 第15屆 春史電影獎          | 韓流文化獎                      | 不適用                    | 獲獎 |
| 2010 | 第19屆 中國金雞百花電影節  | 最受歡迎外國女演員獎            | 不適用                    | 獲獎 |
| 2011 | 第25屆 KBS演技大賞         | 女子最優秀演技獎                | 童顏美女                  | 提名 |
| 2011 | 第25屆 KBS演技大賞         | 迷你電視劇部門 女子優秀演技獎   | 童顏美女                  | 獲獎 |
| 2011 | 第1屆 亞洲彩虹獎電視頒獎禮 | 亞洲彩虹大使                    | 不適用                    | 獲獎 |
| 2012 | 第26屆 KBS演技大賞         | 女子最優秀演技獎                | 學校2013                  | 提名 |
| 2012 | 第26屆 KBS演技大賞         | 迷你電視劇部門 女子優秀演技獎   | 學校2013                  | 獲獎 |
| 2014 | 第41屆 MBC演技大賞         | 迷你電視劇部門 女子最優秀演技獎 | Mr. Back， 命中注定我愛你 | 獲獎 |
| 2014 | 第41屆 MBC演技大賞         | 女子人氣獎                      | Mr. Back， 命中注定我愛你 | 獲獎 |
| 2014 | 第41屆 MBC演技大賞         | 最佳情侶獎（與張赫）            | 命中注定我愛你            | 獲獎 |
| 2015 | 第29屆 KBS演技大賞         | 迷你電視劇部門 女子優秀演技獎   | 記得你                    | 提名 |
| 2015 | 第29屆 KBS演技大賞         | 最佳情侶獎（與徐仁國）          | 記得你                    | 提名 |
| 2015 | 第29屆 KBS演技大賞         | 網络女子人氣獎                  | 記得你                    | 提名 |
| 2016 | 第43屆 MBC演技大賞         | 迷你劇部門 女子最優秀演技獎     | 再一次 Happy Ending       | 提名 |
| 2017 | 第31屆 KBS演技大賞         | 女子最優秀演技獎                | Go Back夫婦               | 提名 |
| 2017 | 第31屆 KBS演技大賞         | 迷你電視劇部門 女子優秀演技獎   | Go Back夫婦               | 獲獎 |
| 2017 | 第31屆 KBS演技大賞         | 最佳情侶獎（與孫浩俊）          | Go Back夫婦               | 獲獎 |
| 2017 | 第31屆 KBS演技大賞         | 網络女子人氣獎                  | Go Back夫婦               | 提名 |
| 2018 | 第25屆 SBS演技大獎         | 水木劇部門 女子最優秀演技賞     | 皇后的品格                | 獲獎 |
| 2019 | 第14屆 首爾國際電視節      | 韓流連續劇女子演技獎            | 皇后的品格                | 獲獎 |
| 2019 | 第26屆 SBS演技大獎         | PD獎                            | VIP                       | 獲獎 |
| 2019 | 第26屆 SBS演技大獎         | 迷你劇部門 女子最優秀演技獎     | VIP                       | 提名 |
| 2024 | 第31屆 SBS演技大獎         | 大賞                            | 好搭檔                    | 獲獎 |
| 2025 | 第61屆百想藝術大獎         | 放送部門 女子最優秀演技賞       | 好搭檔                    | 提名 |

## 誤會

### 圈钱门
2009年11月，張娜拉在参加韩国谈话节目《强心脏》时谈到自己的新电影时说，因为资金问题就多去了几次中国活动，节目组后期加上了字幕“每次制作费紧张就去中国”。后来这画面被中国网友截图发到网上，“每次制作费紧张就去中国”演变成了张娜拉本人说的话，并在之后演变为“每次缺钱就去中国演出”、“没钱就来中国”，并作为新闻报道，由此引发众多中国观众的抵制浪潮，并波及其他在中国“淘金”的韩国演艺人员，此事也被称之为“圈钱门”。此后张娜拉的北京经纪公司主动代替其道歉，表示此前发言为“开玩笑”，到中国演出，实质为“国家交流”，引发更大的批判，被认为道歉毫无诚意。
事后，北京娜拉文化传播有限公司通过博客向网友发表郑重声明：
|  | 我们郑重声明，张娜拉绝对不是为了“圈钱”才来到中国的。2004年，张娜拉在自己演艺事业最红的时候来到中国，其主要原因是为了帮助痴迷中国文化的父亲圆一个“中国梦”，同时希望通过自己的努力进一步加强中韩两国的文化交流，真正实现“中韩合流”。 我们要对这次事件进行一下澄清。总的来说，这次事件应该属于一次误会。引起大家争议的那张节目视频截图“每次制作费紧张，都会去中国演出”这句翻译的是“强心脏”节目制作过程中加上的字幕，并不是张娜拉本人在现场所说的话。出现这样的误解，不管是对娜拉的粉丝还是中国人民，我们依然感到万分地抱歉。 |

### 祭拜李时珍墓
2010年，张娜拉在湖北蕲春李时珍墓前身着韩服举行祭拜大典，引发中国大陆媒体热议，部分网民指责此为“作秀”、“圈钱”，是此前“圈钱门”的危机公关。张娜拉的父亲则称，这是为完成张娜拉外公的多年心愿，也是对中国文化的尊敬和示好。

## 註腳
1. ↑  這是她在中國大陸活動時所使用的正式中文名，然而其中的「娜拉」在原文並無對應漢字。由於其父親為避免他人能從她的漢字名來推算她的運程，故只給她起了諺文名，而沒有起漢字名。[3]
2. ↑  2017年張娜拉被爆料從出道至2009年捐贈超過130億韓幣。因為張娜拉以不公開身分捐贈，所以不知道現今總共捐款多少。
3. ↑  5月11日發表道歉說，依舊無法抵住韓國網民的議論。尤其在5月20日Sugar Man播出之後，類似的比較在Youtube底下依舊存在，而且點讚數都是破千以上起跳。

## 外部連結
- 官方网站
- 張娜拉的新浪博客（简体中文）
- 張娜拉的新浪微博（简体中文）
- 張娜拉的X（前Twitter）
- 張娜拉的Instagram帳戶
- YouTube上的LAWONMUNHWA頻道
- 張娜拉在互联网电影资料库（IMDb）上的資料（英文）